# Elia Borges de Tapia
Elia Borges de Tapia (-6 de septiembre de 2016) fue una política y abogada venezolana. De Tapia fungió como diputada del Congreso Nacional por tres períodos legislativos y como secretaria política del partido Acción Democrática, además de ocupar varios cargos relacionados con la participación de la mujer en la política en Venezuela, incluyendo como miembro de la Comisión Femenina Asesora de la Presidencia de la República.

## Carrera
De Tapia trabajó como profesora de castellano y literatura de educación media. En su carrera política fue diputada del Congreso Nacional por tres períodos legislativos por el estado Portuguesa y secretaria política del partido Acción Democrática. También fue miembro del Comité de Auspicio del Año Internacional de la Mujer y de la Comisión Femenina Asesora de la Presidencia de Venezuela. En 1975 fue coordinadora del Primer Congreso Venezolano de Mujeres, fecha declarada como Año Internacional de la Mujer y momento en el que la Comisión Femenina Asesora redactó y le entregó al presidente Carlos Andrés Pérez un anteproyecto de leyes especiales que modificarían las leyes y códigos existente donde existiera la discriminación de género. En 1982 De Tapia se desempeñó como miembro del Comité de Estrategia del candidato presidencial Jaime Lusinchi.
En 1999, la Universidad Central de Venezuela la condecoró con la “Orden Josefa Camejo” del Centro de Estudios de la Mujer en reconocimiento a sus aportes.